# ハーキュリーズ・ローリー (第2代ラングフォード子爵)

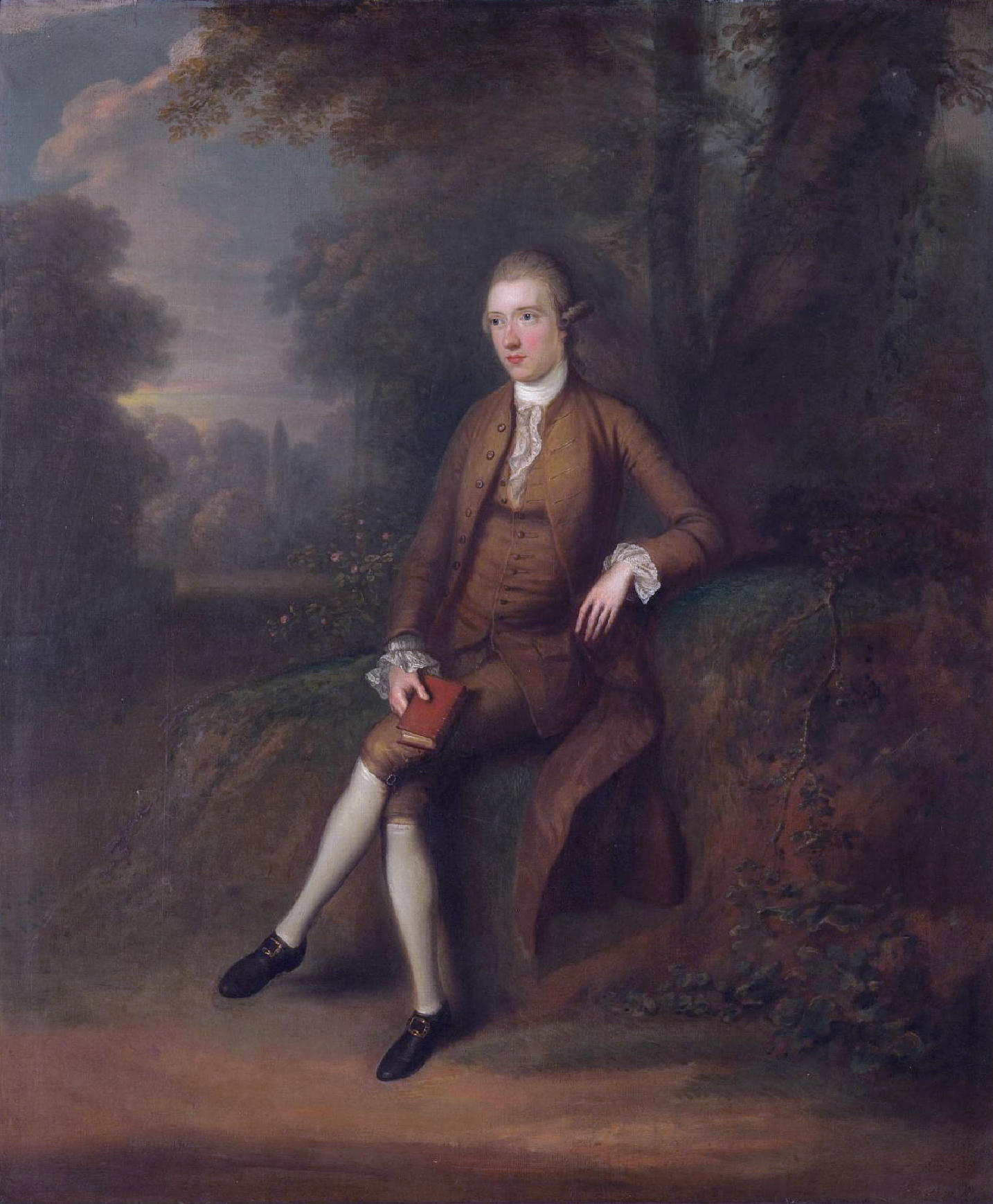
ロバート・ハンター（1780年没）による肖像画。

第2代ラングフォード子爵ハーキュリーズ・ローリー（英語: Hercules Rowley, 2nd Viscount Langford、1737年10月29日 – 1796年3月24日）は、アイルランド王国の政治家、貴族。

## 生涯
ハーキュリーズ・ラングフォード・ローリー（Hercules Langford Rowley、1714年頃 – 1794年3月25日、ハーキュリーズ・ローリーの息子。1743年から1794年までアイルランド庶民院議員を務めた）とエリザベス・アップトン（1713年 – 1791年、後の初代ラングフォード女子爵。クロットワーシー・アップトンの娘）の息子として、1737年10月29日に生まれた。
1783年から1791年までアントリム・カウンティ選挙区の代表としてアイルランド庶民院議員を務めた。1783年の選挙ではダウンパトリック選挙区とロングフォード・バラ選挙区でも、1790年の選挙ではロングフォード・バラ選挙区でも当選したが、2回ともアントリム・カウンティ選挙区の代表として議員を務めることを選択した。1791年12月18日に母が死去すると、ラングフォード子爵位を継承、1792年1月20日にアイルランド貴族院議員に就任した。
1796年3月24日に生涯未婚のまま死去、爵位は全て廃絶した。